# Flugplatz Hinche

i7
i11
i13
Das Aérodrome d’Hinche (Haitianisch-Kreolisch Ayewopò Ench, LID: HT-0003) ist ein regionaler Flugplatz im Département Centre von Haiti. Er befindet sich inmitten der Stadt Hinche.

## Beschreibung
Bereits im März 1919 wurde in Hinche ein Flugfeld eröffnet. Der heutige Regionalflugplatz ist damit der älteste in Haiti.
Trotz Verbesserungen, die seit dem Jahr 1977 vorgenommen wurden, überqueren Fußgänger, Motorradfahrer, Ziegen und Schweine die Piste nach Belieben und gefährden den Flugverkehr. Im Jahr 1995 wurde ein Zaun mit Stacheldraht errichtet. Er wurde nach und nach abgebaut und gestohlen, ohne dass die Behörden reagierten. So blieb die abenteuerliche Situation, von den Medien als „absolut untragbar“ bezeichnet, erhalten.
Der Flugverkehr in Hinche nimmt zu und hat sich seit 2002 praktisch vervierfacht. Linienverkehre sind jedoch nicht bekannt. Das Flugfeld wird von Kleinflugzeugen von Hilfsorganisationen und im Charter frequentiert.
Die einzige, unbefestigte Start- und Landebahn ist 860 Meter lang und verläuft in Richtung 70/250 Grad.